# Roborace
Roborace vai ser um campeonato de automobilismo de veículos com direção autonoma, eletricamente carregados. A série tem testado sua tecnologia e formatos de corrida nas mesmas pistas que o Campeonato da Fórmula E usa. Será o primeiro campeonato global de veículos autônomos. Desde de Setembro de 2012, o CEO oficial é o campeão de Fórmula E da temporada de 2016-17, Lucas Di Grassi.
Todas as equipes vão utilizar o mesmo chassi e powertrain, mas terão de desenvolver seus próprios algorítimos de computação em tempo real e tecnologias de Inteligência artificial.

## Carro

### Robocar

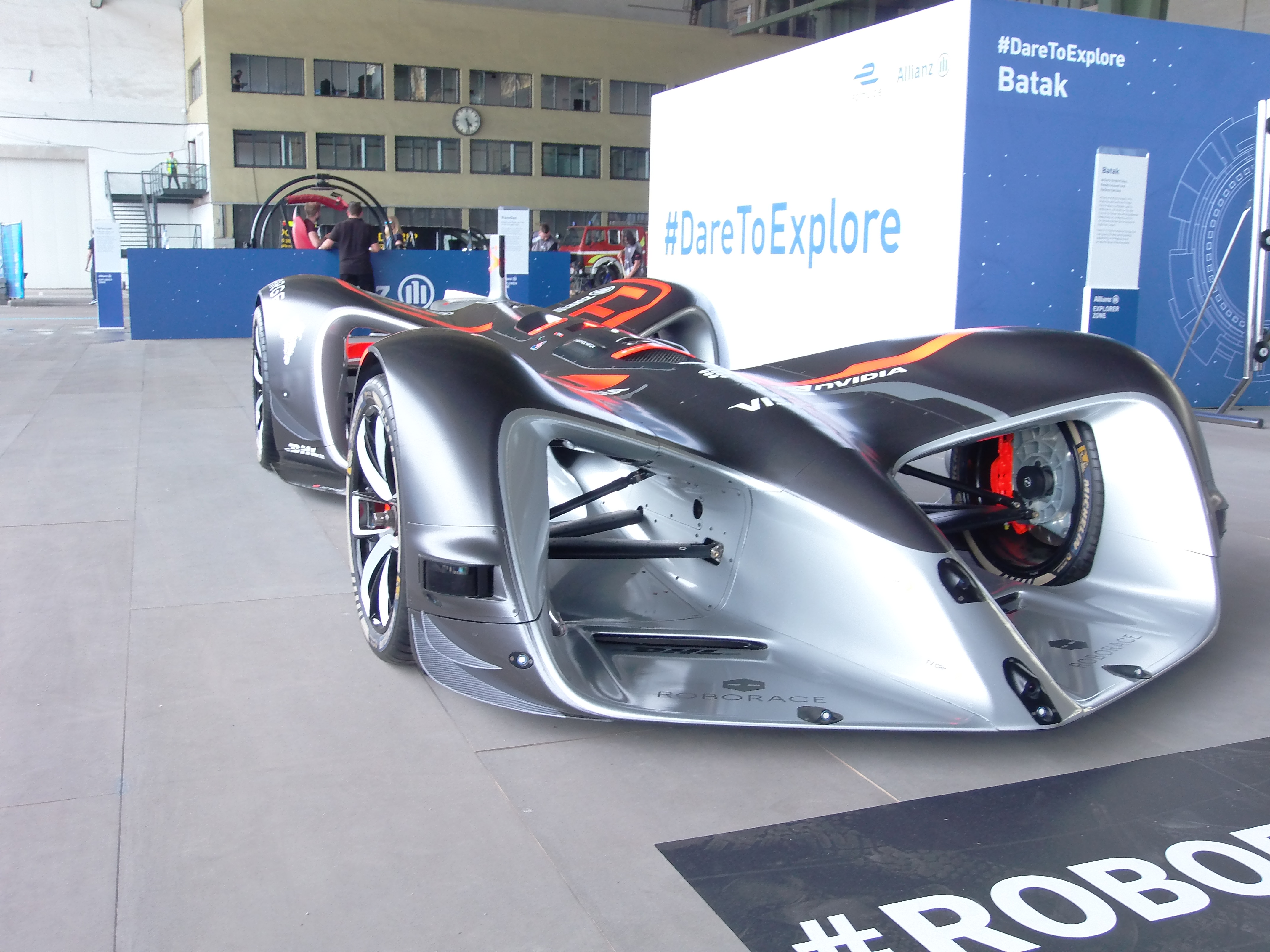
Um Robocar para apresentação exposto no ePrix de Berlin de 2017.

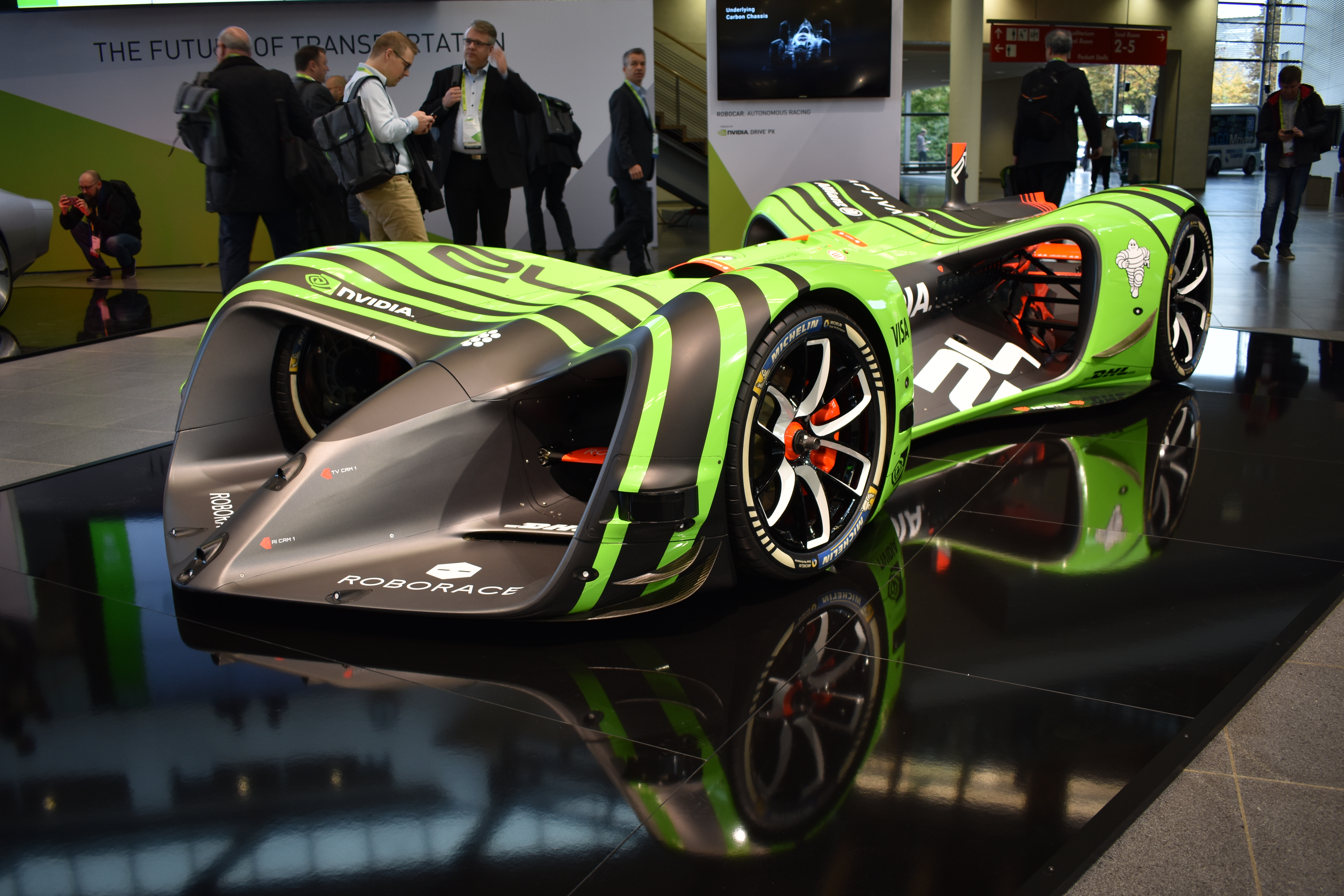
Um dos carros da Nvidia Roborace em Muniqueh

O primeiro carro de corrida com primeiro propósito construído no mundo foi projetado por Daniel Simon, que previamente trabalhou em veículos para filmes como os Tron: o Legado e Oblivion, junto com pintura da 2011 HRT Formula One Car. Michelin é a fornecedora de pneus oficial, e os processadores de computação (Drive PX 2) são da Nvidia.
O próprio chassis tem um formato similar de uma lágrima, aumentando a eficiência aerodinâmica. O Carro pesa cerca de 1,350 kg e é 4,8m longo e 2m largo. Ele tem quatro motores elétricos, cada um com um poder de 135 kW produzindo mais de 500 hp combinados, e utiliza uma bateria de 58 kWh, Para navegação, ele confia numa mistura de sistemas ópticos, radares, LIDARES e sensores ultrassônicos. Uma pequena asa traseira na extremidade traseira do carro indica um ou mais motores elétricos. O veículo é esperado de ser capaz de alcançar velocidades de mais que 300 km/h (190 mph).

### DevBot

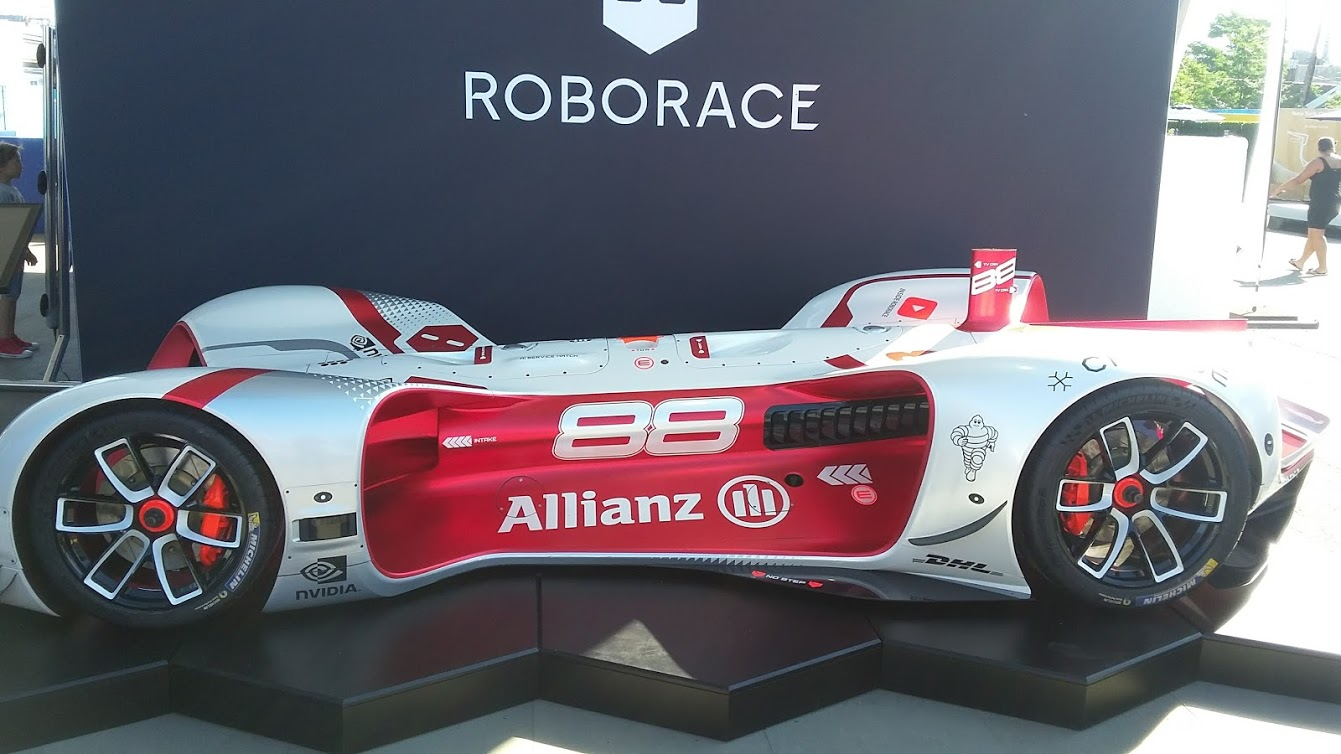
Outro Robocar exposto no ePrix de Nova Iorque em 2017

O desenvolvimento do Robocar começou no começo de 2016, com um primeiro passeio de um veículo de teste, o conhecido "DevBot," seguindo no verão do mesmo ano. O carro de teste consistia das mesmas unidades internas (bateria, motor, eletrônica) usada no Robocar, mas foram colocados no chassis de um carro Ginneta LMP3 sem uma cobertura do motor com o objetivo de conseguir um melhor resfriamento.
DevBot teve seu primeiro passeio em público durante os testes de pré-temporada da Fórmula E em Donington Park em Agosto de 2016. Após problemas com a bateria em Hong Kong fez com que a equipe de desenvolvimento abandonasse uma corrida de demonstração, o DevBot dirigiu com sucesso doze voltas ao redor do circuíto da Fórmula E Moulay El Hassan em Marrocos.
Durante um teste antes do ePrix de Buenos Aires em 2017, dois carros DevBot correram um contra o outro automaticamente, resultando em que um dos veículos colidisse numa curva. Outras pistas de teste incluem o terreno de teste da Michelin em Ladoux e o Silverstone Stowe Circuit.
Durante a temporada de 2018 da Fórmula E, a Roborace aprsentou um Desafio Humano + Máquina durante o ePrix de Roma, juntando o pro-drifter Ryan Tuerck e um DevBot.
Mais testes estão planejados para os seguintes eventos da Fórmula E.

## Equipes
No momento, não é sabido quais equipes vão se juntar á série. Pelo menos um dos dez esquadrões, entretanto, é marcado que seja uma equipe "Crowd Sourced Community", financiada por investidores privados e aberto para desenvolvedores de IA ao redor do globo.
- Este artigo foi inicialmente traduzido, total ou parcialmente, do artigo da Wikipédia em inglês cujo título é «Roborace».